# 学校が好き!
学校が好き!（がっこうがすき）とはテレビユー福島で毎週土曜日17:30～18:00に放送していたローカル番組。キッズ特派員なる子供たちが様々な仕事や、ものづくりなどに挑戦したりする。2005年3月25日番組終了。

## 主なコーナー
- キッズチャレンジ
- さくぶん
- 突撃!家庭訪問

## 出演者
- 宮澤ミシェル（元サッカー日本代表）
- ワッキー貝山
- サトウミカ
- のすけ（セカンドステージ）
- 永井淑子（TUFアナウンサー）